# Saint-Lubin-de-la-Haye
Saint-Lubin-de-la-Haye – miejscowość i gmina we Francji, w Regionie Centralnym, w departamencie Eure-et-Loir.
Według danych na rok 1990 gminę zamieszkiwało 630 osób, a gęstość zaludnienia wynosiła 44 osoby/km² (wśród 1842 gmin Regionu Centralnego Saint-Lubin-de-la-Haye plasuje się na 584. miejscu pod względem liczby ludności, natomiast pod względem powierzchni na miejscu 916.).